# .224 Boz
El .224 BOZ fue un cartucho desarrollado a finales de 1990, en Reino Unido.

## Actualidad
En 2010 se reinició un trabajo especial para el .224 BOZ, con una asociación de ingenieros de balística, líder de una nueva gama de proyectiles de alto poder perforante.Estaban en aquel entonces desarrollándose nuevas armas de mano, por lo que proporcionarán un incremento sustancial en el rendimiento. El .224 BOZ fue desarrollado por la empresa Civil Defence Supply en Lincoln, Reino Unido. Esta munición utiliza vainas del 10 mm abotelladas para sujetar una bala del calibre 5,56 × 45 mm OTAN con las siglas CDS en el culote.